# Деимах
Деима́х (др.-греч. Δηιμάχος) — персонаж древнегреческой мифологии. Правитель Трикки (Фессалия). Отец четырёх сыновей, спутников Геракла (Фрония, Демолеонта, Автолика и Флогия), отправившихся за поясом амазонки, и оставшихся там, а позже присоединившихся к аргонавтам. По Аполлонию, имена его трёх сыновей: Деимонт, Автолик и Флогий. О сыновьях см. Малая Азия в древнегреческой мифологии#Колонии Южного Причерноморья.